# Стерня

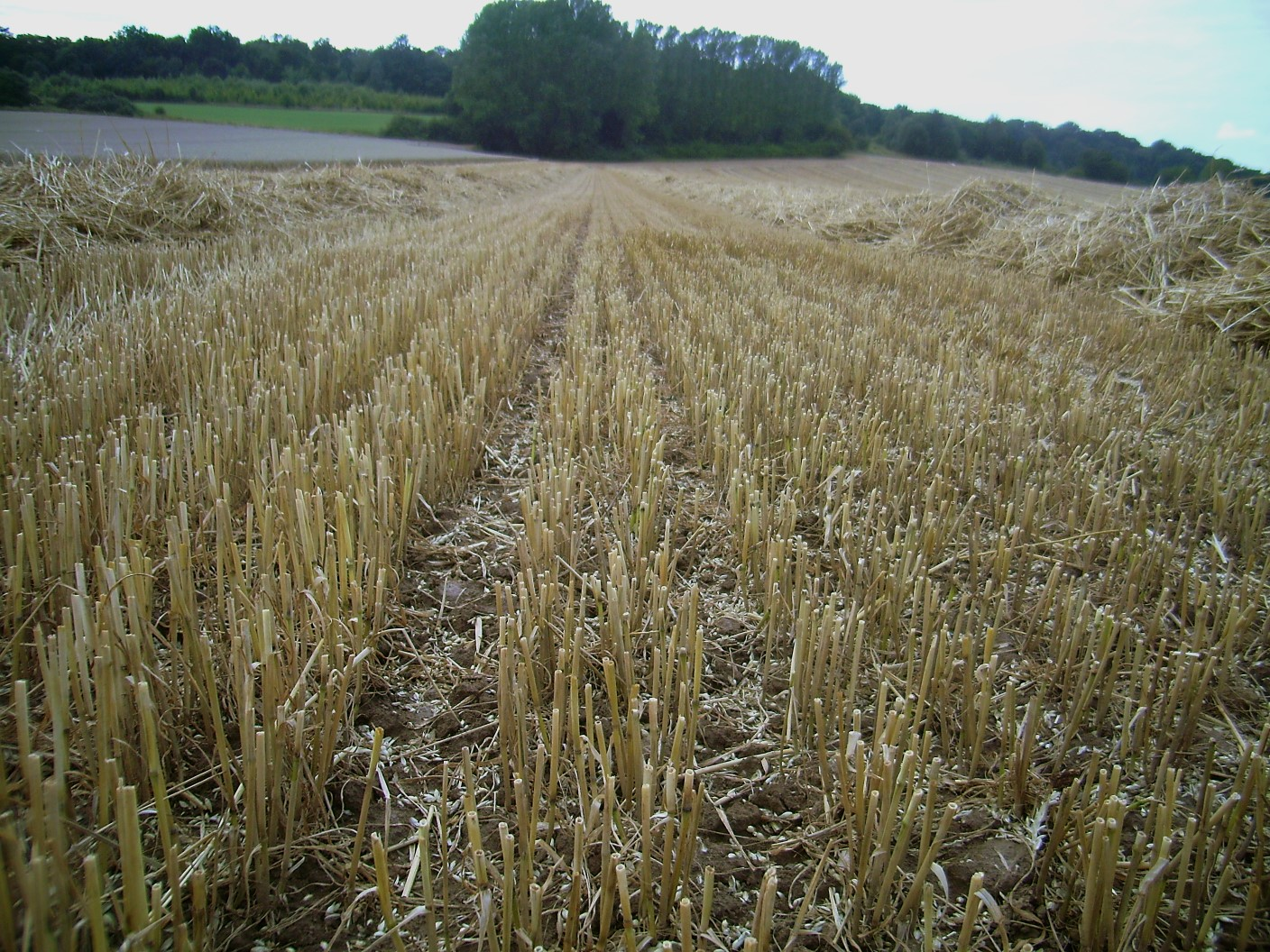
Стерня

Стерня́ — незрізані рештки нижньої частини стебел, що залишаються на полі після збирання зернових культур (після жнив). Для боротьби з бур'янами і с/г шкідниками, а також для збереження вологи в ґрунті слідом за косінням хлібів обов'язково провадять лущення стерні. В районах з вітровою ерозією ґрунту, у тому числі і в Україні, застосовують плоскорізний обробіток ґрунту, що зберігає на поверхні поля до 85—90 % стерні, яка перешкоджає видуванню ґрунту і сприяє затриманню снігу.
Стерня, по якій без зорювання сіяли під борону, називалася на́волок.

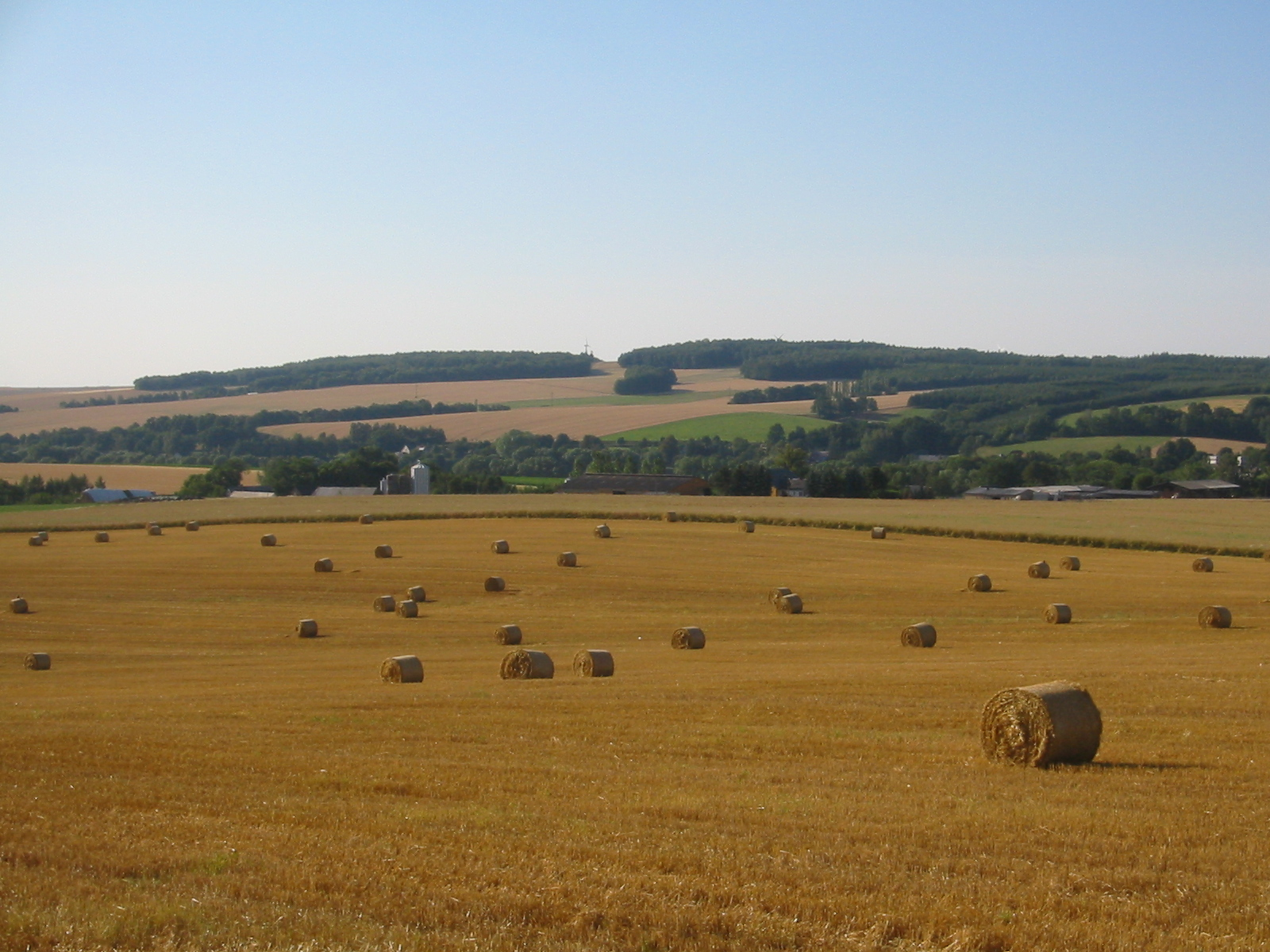
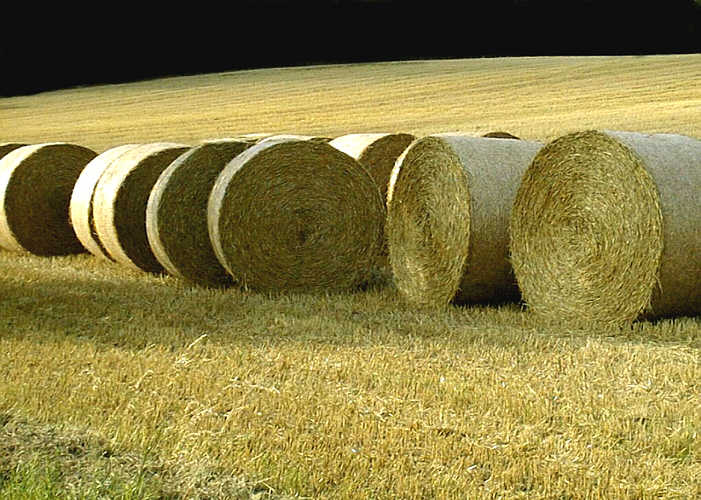
Тюки сіна
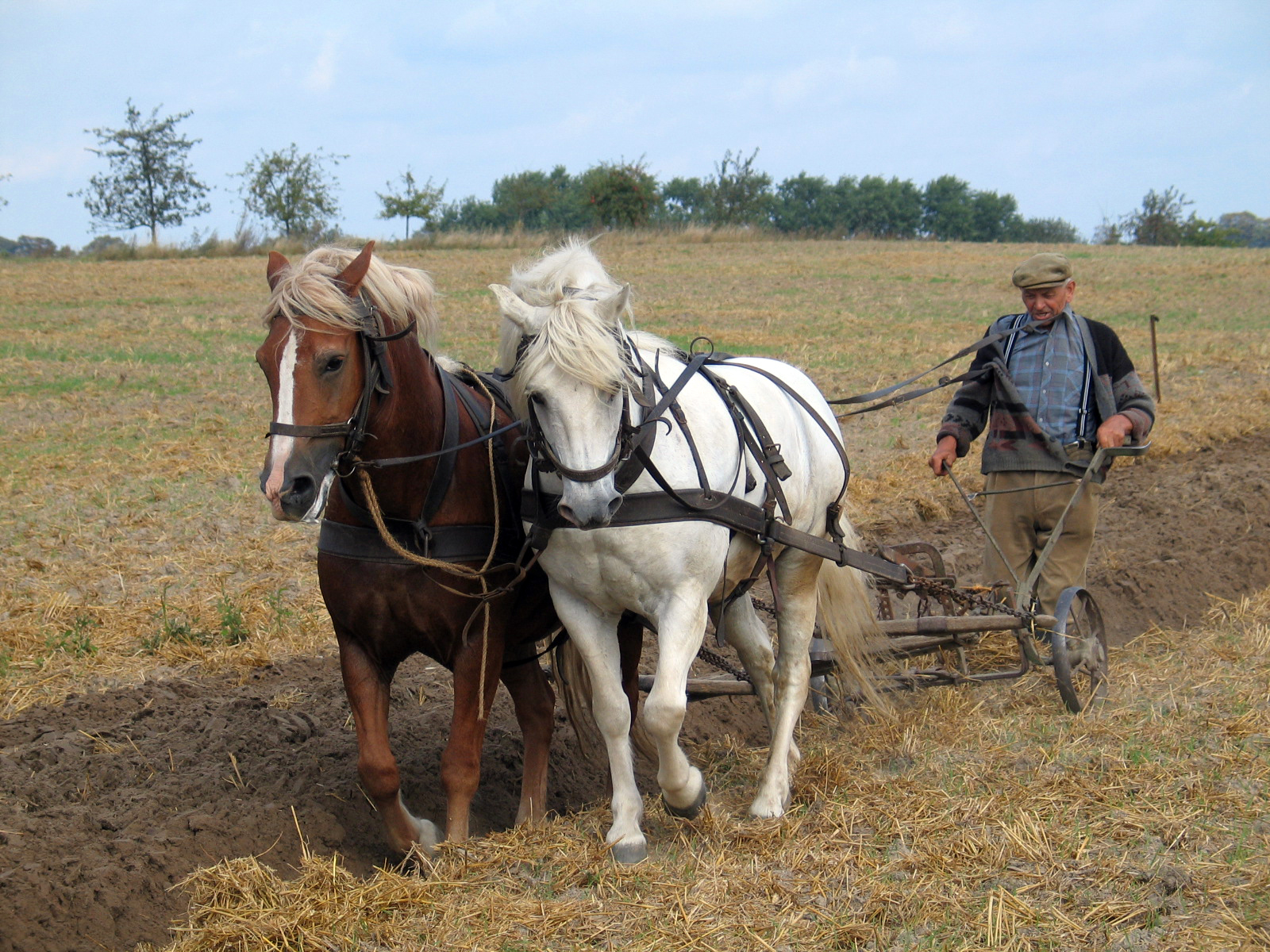
Оранка кінним плугом по стерні
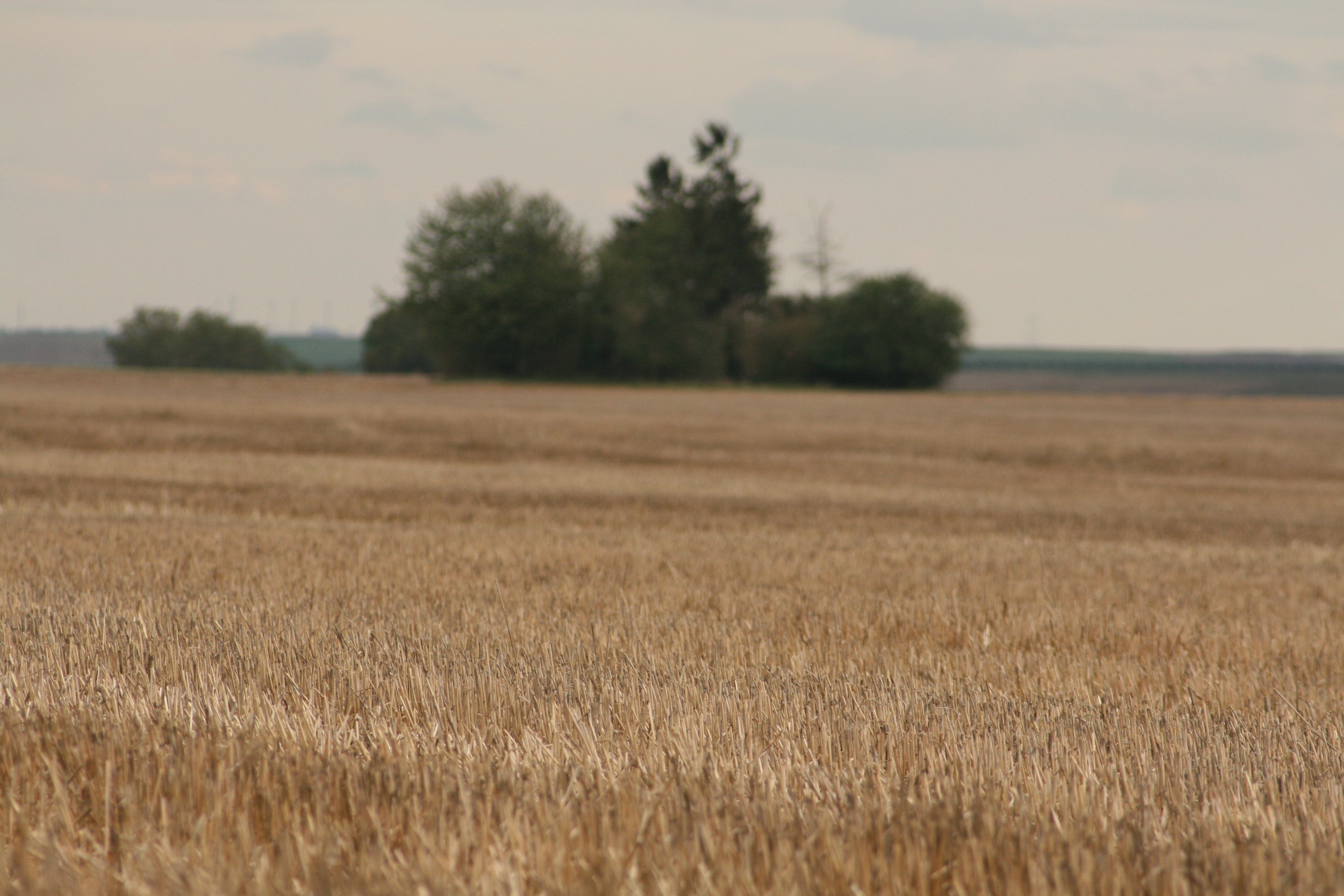
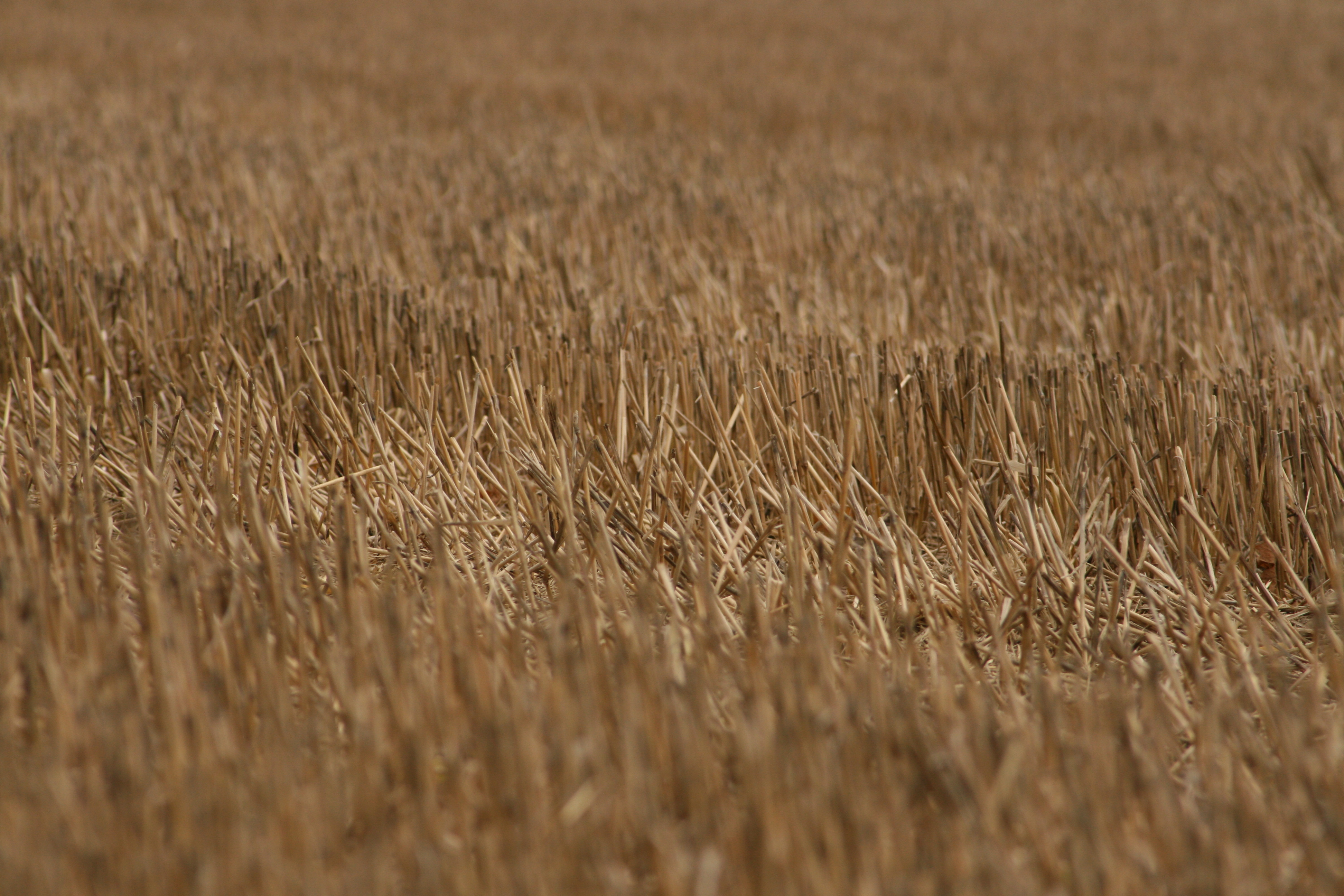
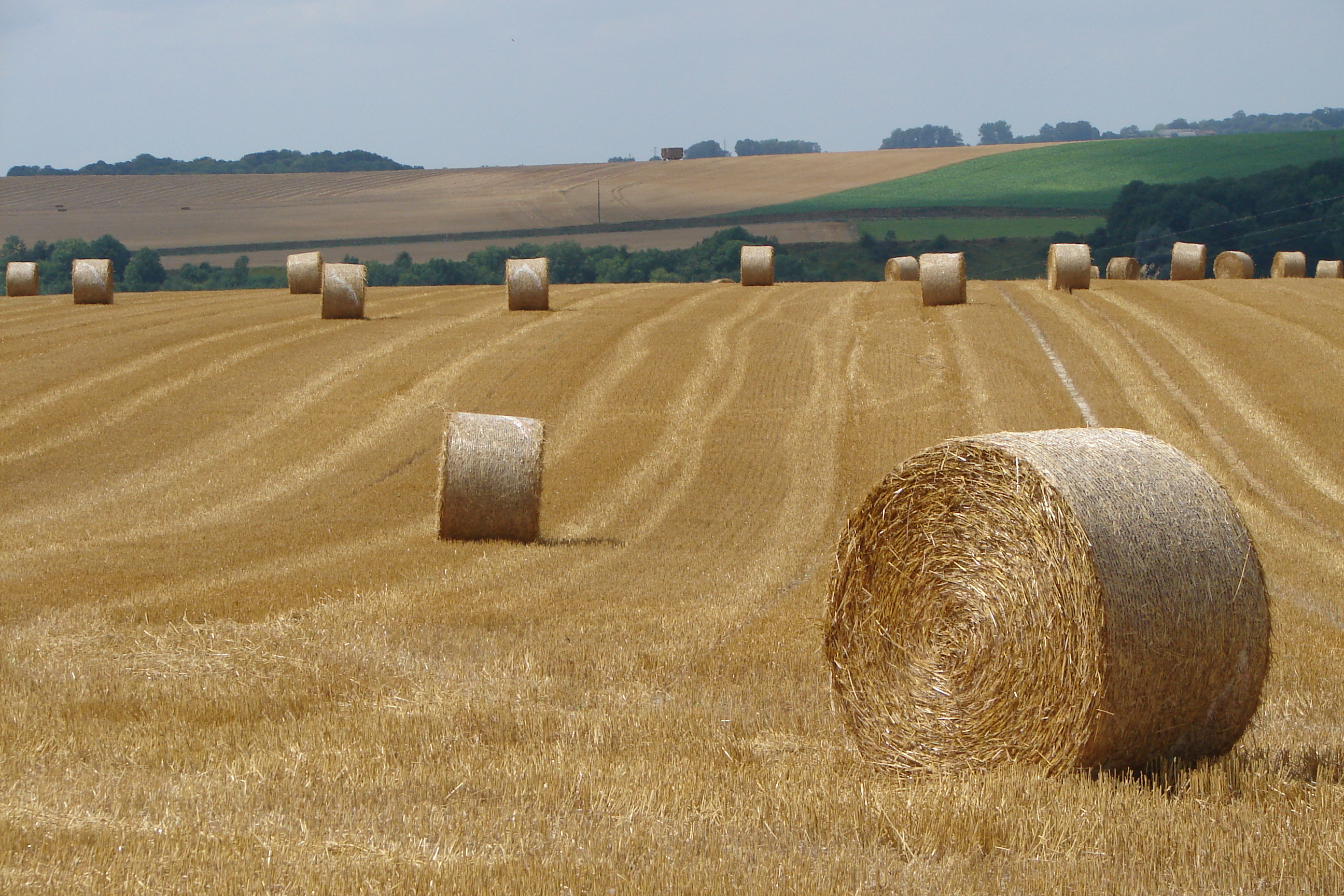
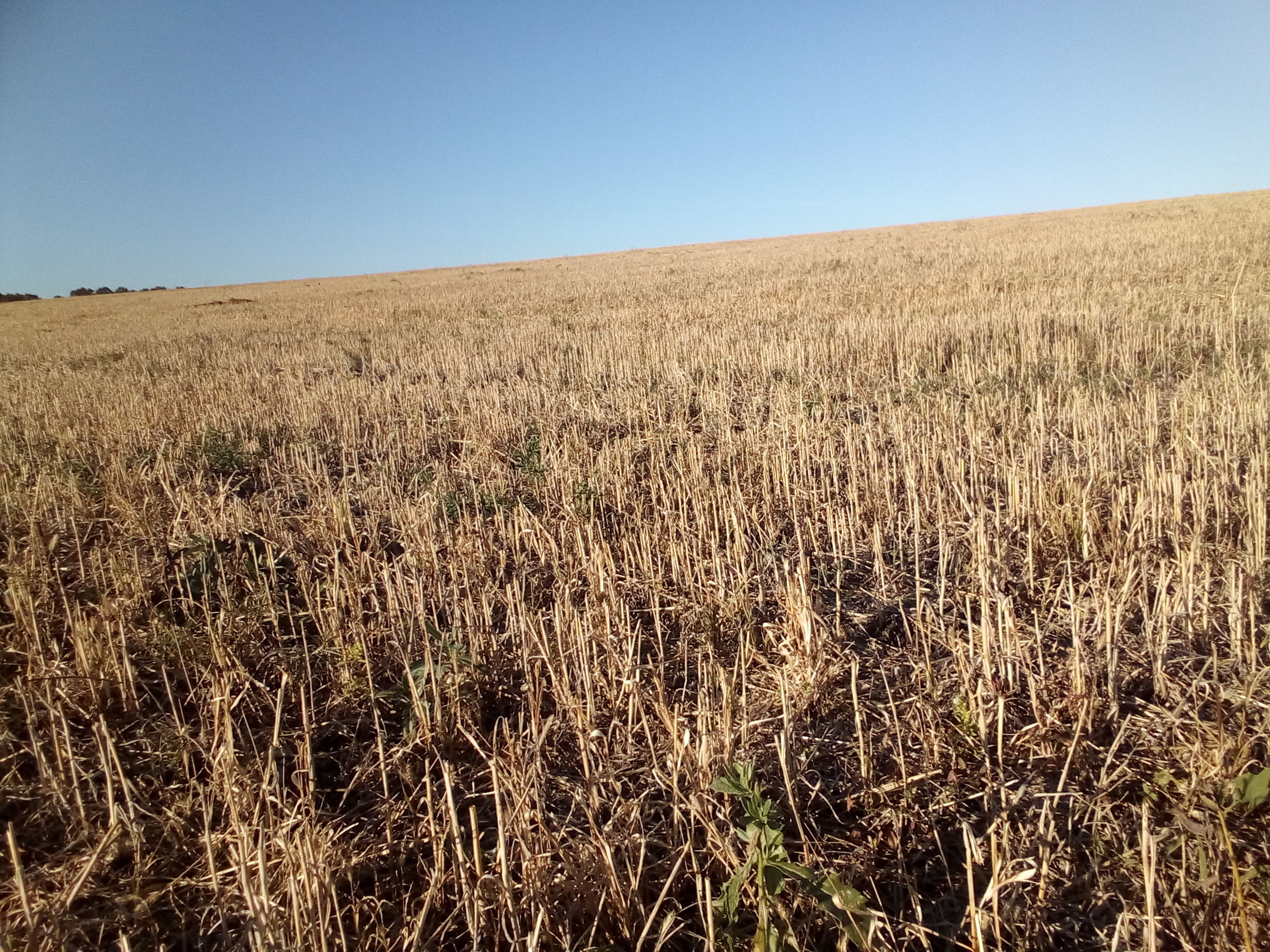